# Ätzen
Ätzen (von mittelhochdeutsch etzen, auch atzen, von althochdeutsch azzōn bzw. (ga)azzen; mit der Grundbedeutung ‚essen machen‘ Faktitiv zu „essen“ wie „tränken“ zu „trinken“ und „beizen“ zu „beißen“) bezeichnet die Abtragung von Material in Form von Vertiefungen auf der Oberfläche organischer oder anorganischer Materialien durch Anwendung ätzender Stoffe.

## Anwendungen
Ätzverfahren werden in der industriellen Fertigungstechnik sowie in der Kunst und im Kunsthandwerk eingesetzt. Teile, die nicht vertieft werden sollen, werden zuvor mit einem Abdecklack vor dem Ätzmittel geschützt.

### Industrielle Anwendung

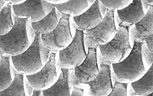
Oberflächenanätzung – Eierbecherstruktur

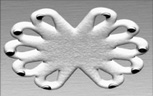
Oberflächenanätzung mit Durchätzung

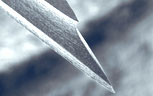
Geätzte Feinst-Nadelstruktur

Industriell geätzt werden so genannte „Formätzteile“. Dabei handelt es sich meist um kleinteilige Metallteile aus dünnem Material, z. B. Zahnräder für Uhren. Neben Bauteilumrissen können auch Oberflächen definiert strukturiert werden oder Querprofile (Topographien) durch spezielle Ätzverfahren individuell angefertigt werden. So können beispielsweise neben der reinen Tiefenätzung gleichzeitig auch feinste Kanäle in das Metall geätzt werden. Großflächige Anätzungen (so genanntes Half Etch) können auch integriert werden. Die Tiefe dieser Anätzungen lässt sich dabei mit einer Genauigkeit im einstelligen Mikrometer-Bereich kontrollieren.
Die Präzision solcher Teile ist außergewöhnlich hoch. Der lichtempfindliche Abdecklack wird dabei entweder über fotografische Filme oder direkt per Laserstrahl belichtet, ausgewaschen und die freigelegte Metallfläche entweder vertieft oder komplett weggeätzt (ISLE-Verfahren).
In der Elektronik werden die Leiterbahnen von Platinen, die aus einer mit dünner Kupferschicht überzogenen Platte aus Hartpapier oder aus mit Glasfasern verstärktem Epoxidharz bestehen, durch Ätzung hergestellt.
Im Rahmen der Halbleitertechnik wird das Ätzen von Materialien bei der Herstellung von mikroelektronischen Schaltungen oder Bauelementen der Mikrosystemtechnik genutzt. Dabei finden sowohl Trockenätzverfahren wie Plasmaätzen, reaktives Ionentiefenätzen, plasma-unterstütztes Ätzen oder Ionendünnung Anwendung.
Nasschemisches, kristallorientierungsabhängiges, anisotropes Ätzen von Silicium mit Kalilauge wird zur gezielten Strukturierung (Pyramiden, Gräben) benutzt.
Druckwalzen beim Tiefdruckverfahren werden entweder computergesteuert graviert oder mit fotochemischen Abdeckschichten versehen und geätzt.
Auch bei der Herstellung von Metallschildern, z. B. Typenschildern, kommt das Ätzen zum Einsatz. Das Metall wird einer Ätzflüssigkeit ausgesetzt. Teile, die nicht vertieft werden sollen, werden zuvor mit Abdecklack vor dem Ätzmittel geschützt. Nicht mit säurefestem Lack abgedeckte Metallflächen werden durch das Einwirken der Säure vertieft oder aufgeraut.
Im Flugzeugbau wird das chemische Abtragen zum Leichtbau genutzt, um die Dicke von Aluminiumblechen partiell zu reduzieren.

### Anwendungen in Kunst und Kunsthandwerk

#### Waffenzierrat

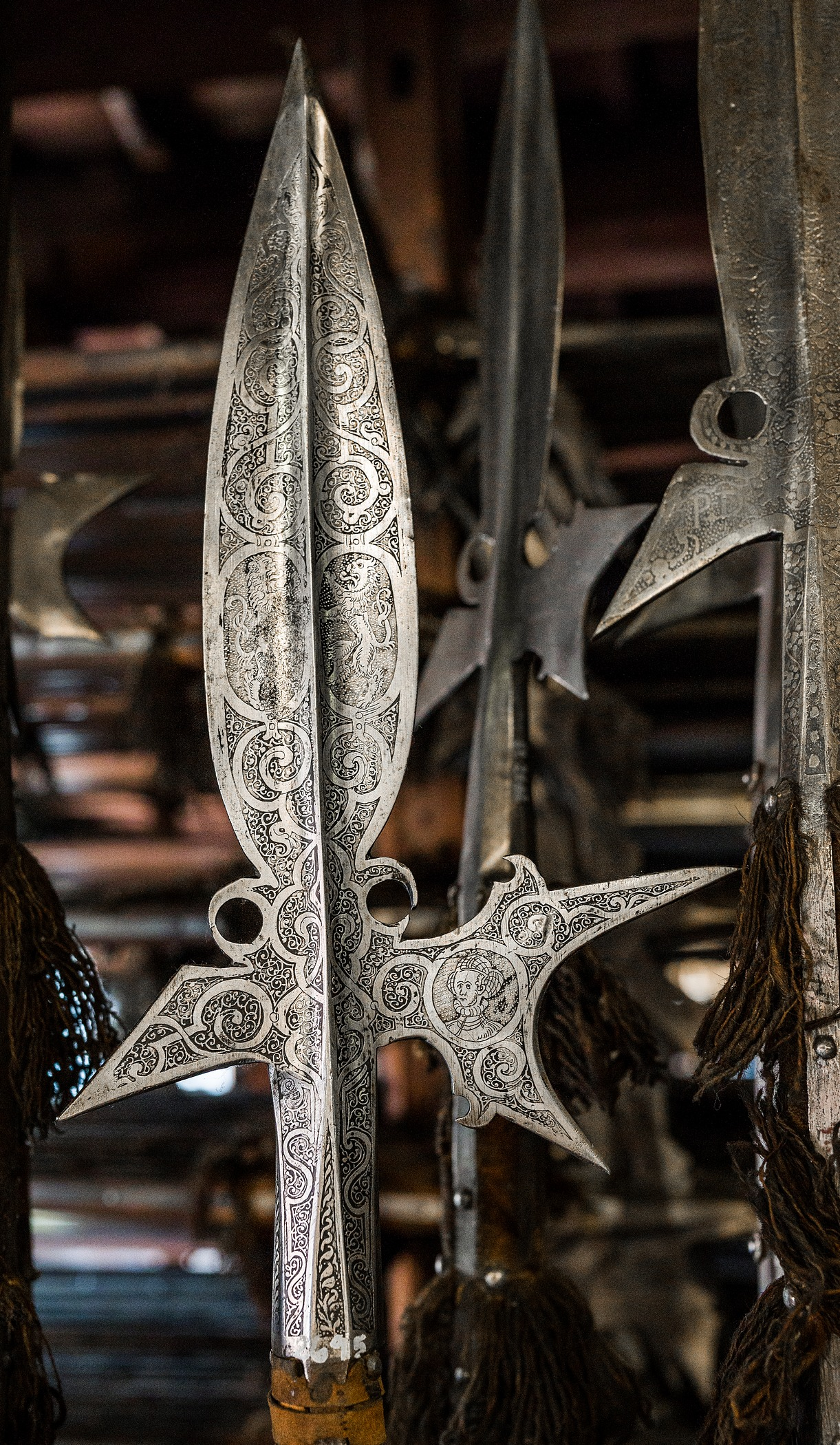
Ätzverzierung auf Stangenwaffe

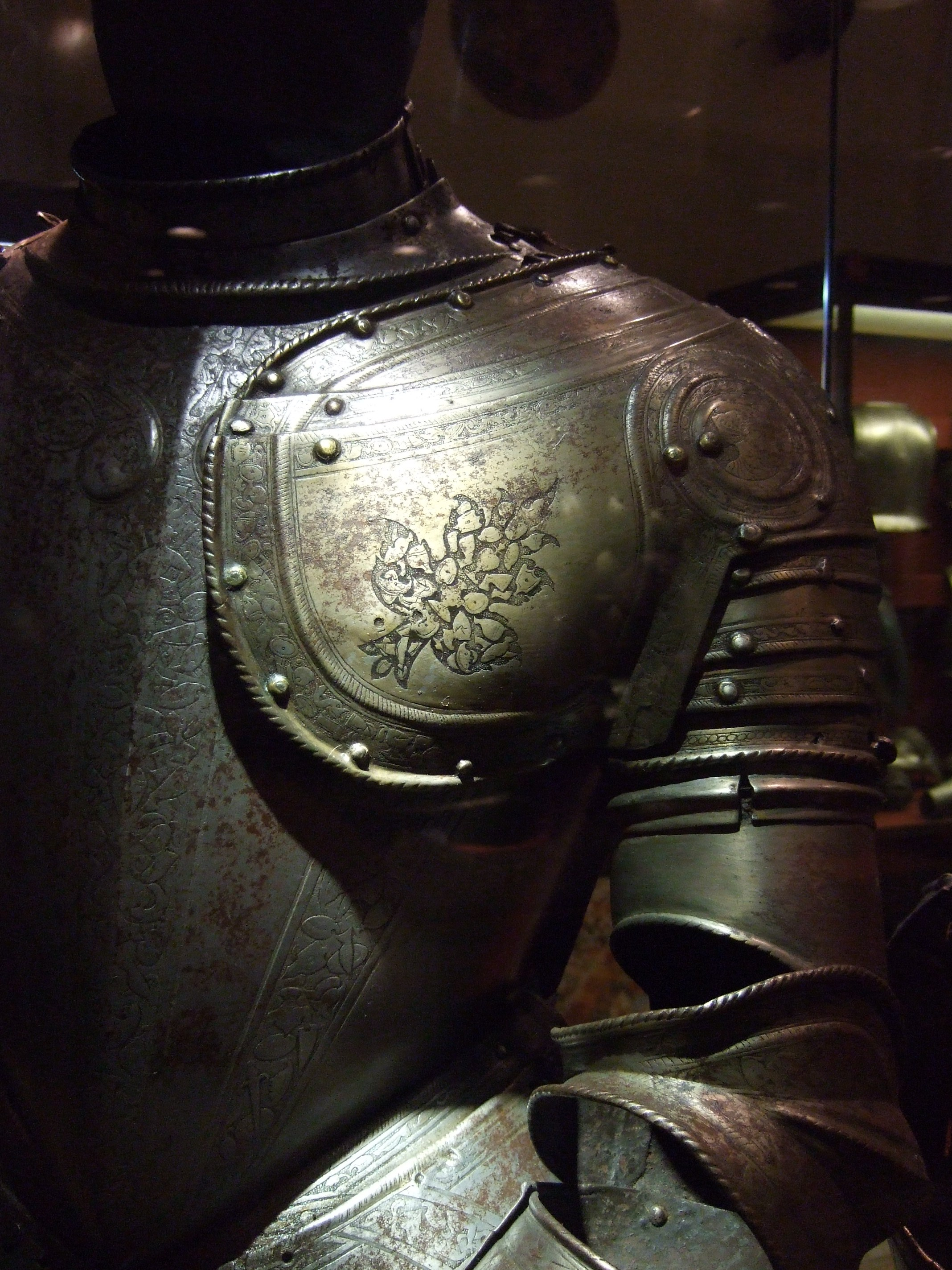
Rüstung mit hochgeätzter Dekoration

Die Verwendung von Ätzungen als Waffenzierrat ist einer der frühesten Anwendungsbereiche. Kunst- und Schwertschmiede verwenden zur Verzierung verschiedene Ätzverfahren, zum Beispiel das Damaszieren. Ist das zu ätzende Material nicht homogen, werden dabei einzelne Teile stärker angegriffen als andere und es entstehen regelmäßige Muster (Moirées), welche die innere Struktur oberflächlich ursprünglich glatter Materialien erkennen lassen.
Um Messer- und Säbelklingen sowie allerlei Galanteriewaren mit glänzenden Figuren auf mattem Grund zu verzieren, überzieht man die Stellen, welche ihre Politur behalten sollen, mit einem säurefesten Lack und setzt das Teil Salzsäure-Dampf aus, der sich beim Mischen von Natriumchlorid und Schwefelsäure entwickelt.
Folgende Verfahren werden unterschieden:
- Hochätzung: Bei der Hochätzung werden die Buchstaben oder figürliche Darstellungen, die während der Gravur mit Abdecklack behandelt wurden, erhaben (höherliegend als die Umgebung) zur Darstellung, während die Stellen, die nicht mit Lack abgedeckt waren, tieferliegend dargestellt werden.[3]
- Tiefätzung: Bei der Tiefätzung werden die Buchstaben oder figürliche Darstellungen nicht mit Lack überzogen. Nach dem Ätzen sind also die Buchstaben und Figuren tieferliegender als die Umgebung.[3]

#### Gold- und Silberzierrat
Die Gold- und Silberschmiede verwenden die – gegenüber der manuellen Gravur zeitsparenderen – Ätzverfahren, um feine Ziselierungen und Muster auf Metallgegenständen zu erzeugen.

#### Glasverzierungen
Auch zur Verzierung hochwertiger Gläser werden Ätzverfahren verwendet (s. u.)

#### Porzellandekor
Zur Herstellung der Ätzgoldkante werden ebenfalls Ätzverfahren verwendet (s. u.)

#### Bilder
In der Lithografie wird zum Ätzen des lithografischen Steins meist mit mehr oder weniger Wasser oder mit Gummi-arabicum-Lösung verdünnte Salpeter- oder Salzsäure verwendet. Die verbreitetsten Anwendungen von Ätzverfahren im künstlerischen Bereich sind Radierung, Ätzradierung und Weichgrundätzung.

## Verfahren

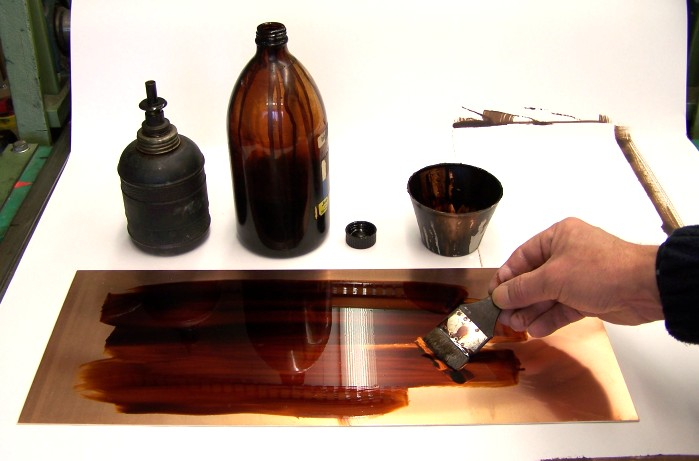
Das Auftragen eines Ätzgrunds (Syrischer Asphaltlack) für eine Strichätzung (Radierung).

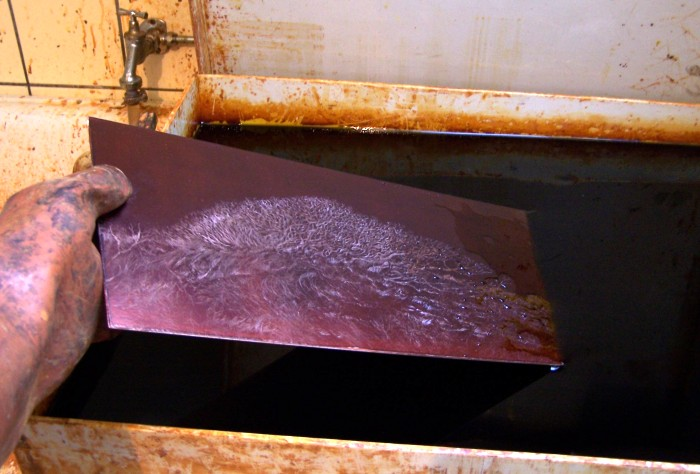
Das Ätzen einer Strichradierung mit Eisen-III-Chlorid.

### Ätzgrund und Abdecklack
Schützt man einzelne Teile der Oberfläche durch eine von dem Ätzmittel nicht angreifbare Masse (Ätzgrund oder Abdecklack), so kann man beliebige Zeichnungen hervorbringen. Man überzieht dazu die ganze Fläche mit Ätzgrund, entfernt diesen stellenweise wieder mit Hilfe geeigneter Nadeln, Griffel oder anderer Werkzeuge und erzeugt so eine Zeichnung.
Sollen in der Ätzung verschiedene Abstufungen oder Töne erreicht und deshalb einzelne Linien mehr oder weniger vertieft werden, so werden, nachdem die Ätzflüssigkeit (das Ätzwasser) einige Zeit gewirkt hat, die nicht weiter zu ätzenden Bildbestandteile mit Pinsel und flüssigem Ätzgrund abgedeckt (bei der Radierung ist dies meist eine Lösung von Ätzgrund in Terpentinöl). Nach dem Antrocknen erfolgt der nächste Ätzvorgang. Dieses Verfahren nennt man Stufenätzung.
(Festen) Ätzgrund erhält man z. B. aus
- 4 Teilen Wachs
- 2 Teilen Kolophonium
- 1 Teil Burgundischem Pech und
- 4 Teilen Asphalt

Die Zutaten werden zusammengeschmolzen, der Asphalt zuletzt fein gepulvert hinzugefügt. Die Mischung lässt man erkalten oder knetet sie in Wasser aus. Zum Auftragen des Ätzgrundes schlägt man denselben in feine Leinwand und dann noch in lockeren Taft und führt den Ballen mit leichtem Druck auf der erwärmten Fläche herum.
(Flüssigen) Ätzgrund erhält man aus einer dicken Lösung des Ätzgrundes mit Camphin. Dieser Ätzgrund wird mit dem Pinsel aufgetragen.
Siehe auch: Ätzfaktor

### Ätzvorgang
- Historische Technik: Man umgibt die zu ätzende Fläche mit einem erhabenen, den Ätzmitteln widerstehenden Rand (in der Regel aus Wachs) und gießt dann die Ätzflüssigkeit (Ätzwasser = Säure), in diese „Wanne“.
- Man legt das zu ätzende Material (Druckplatte o. ä.) in eine mit Ätzflüssigkeit gefüllte Wanne.
- Man verwendet Mordants.
- Man setzt das zu ätzende Material ätzenden Gasen aus.
- Eine besondere Form stellt das Elektroätzen von Metallen dar, dabei wird das zu ätzende Material mit einem Elektrolyt in Kontakt gebracht und das Material galvanisch abgetragen.

### Ätzmittel

GHS-Piktogramm „ätzend“

Ätzmittel werden auch als Beize oder Ätzflüssigkeit bezeichnet.
Als Ätzmittel (lateinisch Corrosiva, Einzahl Corrosivum, von lateinisch corrodere ‚zersetzen‘, ‚zerfressen‘, ‚zernagen‘) kommen chemische Stoffe zur Anwendung, die das zu ätzende Material in einer chemischen Reaktion verändern (meistens oxidieren) und so in Lösung bringen. Ätzmittel sind in der Regel Säuren oder starke Oxidanzien.
Sicherheitshinweise:
Bei allen Verfahren werden nicht nur ätzende, sondern auch zum Teil gesundheitsschädliche oder giftige Chemikalien verwendet oder gebildet. Es entstehen teilweise giftige, und lungenschädigende Gase. Unbedingt Sicherheitsbestimmungen einhalten! Abfälle nicht im Hausmüll oder Abwasser entsorgen!
Von Ätzverfahren mit Quecksilber und anderen giftigen Schwermetallen ist dringend abzuraten.

#### Kupfer

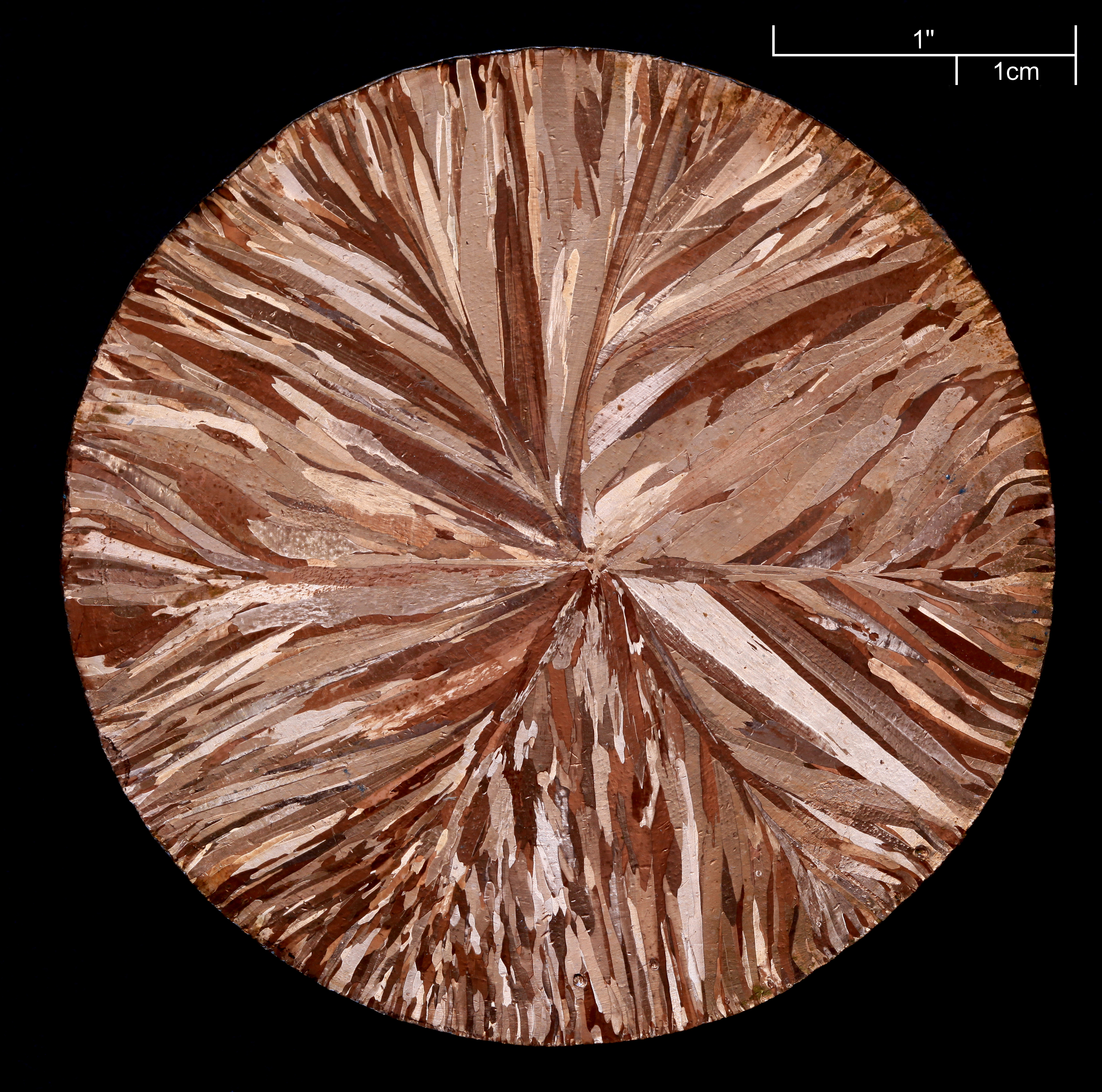
Kupfer, makrogeätzt

Als Ätzwasser benutzt man für Kupfer-Radierungen
- verdünnte Salpetersäure.
- Eisen(III)-chlorid-Lösung (auch oft zum Ätzen von Leiterplatten verwendet).
- Zweckmäßiger ist eine Mischung von drei Volumenteilen einer gesättigten Kupfernitrat-Lösung mit einem Volumenteil einer ebenfalls gesättigten Lösung von Ammoniumchlorid in Essig, welche man nach dem Aufgießen durch vorsichtiges Eintröpfeln von Salpetersäure zu der gewünschten Stärke bringt.
- die als Holländisches Bad bezeichnete Mischung aus 10 Teilen Salzsäure mit 70 Teilen Wasser und einer siedend heißen Lösung von Kaliumchlorat in 20 Teilen Wasser, die man nach Belieben mit 100–200 Teilen Wasser verdünnt. Nach beendigter Einwirkung spült man die Platte wiederholt mit reinem Wasser ab, trocknet sie mit einem Leinen-Tuch und entfernt den Ätzgrund durch Terpentinöl. Kaliumchlorat unterliegt dem Sprengstoffgesetz.
- eine Mischung von 30%iger Salzsäure und 10%iger Wasserstoffperoxid-Lösung verwenden.
Vorsicht! Beim Mischen von Salzsäure und Wasserstoffperoxid findet unter Umständen eine heftige Chlorgas-Entwicklung statt.
- Natriumpersulfat (auch Feinätzkristall) wird ebenfalls zum Ätzen von Leiterplatten verwendet, allerdings muss dabei das Ätzbad temperiert werden (ca. 40 °C), um befriedigende Ätzergebnisse zu erhalten.

#### Stahl
Zum Ätzen von Stahl (Siderographie) benutzt man
- eine Mischung aus 4 Volumen starkem Holzessig, 1 Volumen Ethanol und 1 Volumen Salpetersäure von 32° Baumé
- eine Lösung von fein geriebenem Ätzsublimat (= Quecksilber(II)-chlorid, sehr giftig!) in 420 g Wasser, mit Zusatz von 1 g Weinsteinsäure und 16–20 Tropfen Salpetersäure
- eine saure Lösung von Silbernitrat (Glyphogen)
- eine Lösung von 2 Teilen Iod und 5 Teilen Kaliumiodid in 40 Teilen Wasser.

#### Glas
Als Ätzmittel auf Glas dient Flusssäure.
Um auf einer matt geätzten Fläche glänzende Züge hervorzubringen, deckt man die Zeichnung mit Bernsteinfirnis oder einer Lösung von Asphalt in Terpentinöl, rührt dann Flussspatpulver mit verdünnter Schwefelsäure (1 Teil Säure und 4 Teile Wasser) zu einem dünnen Brei und lässt denselben bei 30–40 °C auf der Glastafel eintrocknen, wodurch die nicht durch Ätzgrund geschützten Partien matt erscheinen.
Verzierungen mit Blumen, Blättern etc. erzeugt man am leichtesten, indem man sie mit Gummi auf das Glas klebt, dann die ganze Fläche mit einer geschmolzenen Mischung aus Wachs, Talg und Öl überzieht, nach deren Erstarrung die Pflanzenteile beseitigt und die entblößten Stellen ätzt. Dampfförmige Flusssäure gibt matte Ätzung.
In den Glashütten von Baccarat, St.-Louis und Fort zu Metz benutzt man zum Mattätzen von Glas eine Lösung von 1000 g Wasser, 250 g kristallisiertem Kaliumhydrogendifluorid, 250 g Salzsäure und 140 g Kaliumsulfat. Die Ätzwirkung dieses Mittels ist sehr gleichmäßig.
Ein Muster, das matt eingeätzt werden soll, kann man mit einem Kautschukstempel und einer fettigen Farbe auf das Glas übertragen und mit Ammoniumbifluorid bestreuen. Das Salz haftet nur an der Farbe und wirkt nach dem Anhauchen durch diese hindurch auf das Glas. Eine aus Ammoniumbifluorid, Bariumsulfat und rauchender Fluorwasserstoffsäure hergestellte Tinte kann mit einer Feder auf das Glas aufgetragen werden und liefert in 15 Sekunden eine scharfe Ätzung.
Die von Böttger und Bromeis erfundene Hyalographie liefert geätzte Glasplatten zum Druck.

#### Porzellan
Auf den glasierten und glattgebrannten Porzellangegenstand wird durch Siebdruck, Stempeln oder Aufpausen ein Motiv aufgetragen. Die Stellen, die nach dem Ätzvorgang nicht vertieft und außerdem glänzend bleiben sollen, werden mit Asphaltlack überzogen. Auf die nicht abgedeckten Stellen wird ein Flusssäure-Mordant aufgetragen. Diese Stellen werden dadurch aufgeraut und vertieft. Nach Entfernen der Ätzpaste und des Asphaltlackes wird der Dekor mit Poliergold überzogen, gebrannt und poliert. Beim Polieren bleiben die geätzten, tieferliegenden Stellen matt und die erhabenen Stellen werden glänzend.

#### Mordants
Ätzmittel, die nicht flüssig, sondern pastos aufgetragen werden, bezeichnet man als Mordant. Damit können Partien ohne den Schutz durch Abdecklack geätzt werden, weil das Mordant nur an den aufgetragenen Stellen einwirkt.
Das Mordant wird entweder direkt mit dem Pinsel auf das Material aufgetragen oder auf einer Glasplatte ganz dünn und gleichmäßig verrieben und dann mittels eines Kautschukstempels auf die sehr sorgfältig gereinigte, fett- und oxidfreie Metalloberfläche übertragen.
Verwendung findet z. B. eine Ätzmasse aus Eisen(III)-nitrat mit etwas Platinchlorid für Eisen und Stahl und aus Antimon(III)-chlorid mit Platinchlorid für alle übrigen Metalle mit Ausnahme von Gold und Platin. Man erhält sofort entweder eine matte Ätzung oder eine fest haftende schwarze Färbung. Man lässt dann kurze Zeit liegen, wäscht mit Wasser, welches zweckmäßig wenig Soda oder Ammoniakwasser enthält, trocknet und reibt die Ätzung mit etwas fettem Öl ein oder überzieht sie ganz dünn mit Spiritus- oder Öllack. Die verschiedenen Metalle bedingen unbedeutende Abweichungen des Verfahrens, auf allen aber erhält man sehr scharfe, fest haftende Zeichnungen.
| Material           | Ätzmittel | Bemerkungen                                         |
| ------------------ | --- | --------------------------------------------------- |
| Zink               | Holzessig, Salpetersäure oder Salzsäure in verdünnter Lösung | siehe Zinkätzung                                    |
| Stein              | - Bergkristall, Amethyst, Achat und andere kieselsäurereiche Steine ätzt man mit Flusssäure - die großenteils aus Calciumcarbonat bestehende Perlmutter, Bernstein und Elfenbein am besten mit konzentrierter Schwefelsäure - Alabaster mit destilliertem Wasser - Marmor mit verdünnter Salpetersäure oder Salzsäure |                                                     |
| Gold               | Königswasser |                                                     |
| Silber und Messing | verdünnte Salpetersäure |                                                     |
| Silicium           | alkalische Lösungen, z. B. 30%ige Kaliumhydroxid-Lösung | wird beispielsweise in der Mikromechanik eingesetzt |
| Glas               | Flusssäure | wird benutzt um Glas zu mattieren                   |

### Galvanokaustik
Bei der Galvanokaustik, also dem galvanischen Ätzen, wird die vorbereitete Metallplatte in der Ätzflüssigkeit mit dem positiven Pol einer Gleichspannungsquelle verbunden, wodurch sich der Ätzvorgang stark beschleunigt. Siehe dazu auch Photogalvanographie, Elektroätzen, Elektrochemisches Abtragen, ECDM-Verfahren, Elektrochemisches Mikrofräsen und Galvanik.